# Avia M137

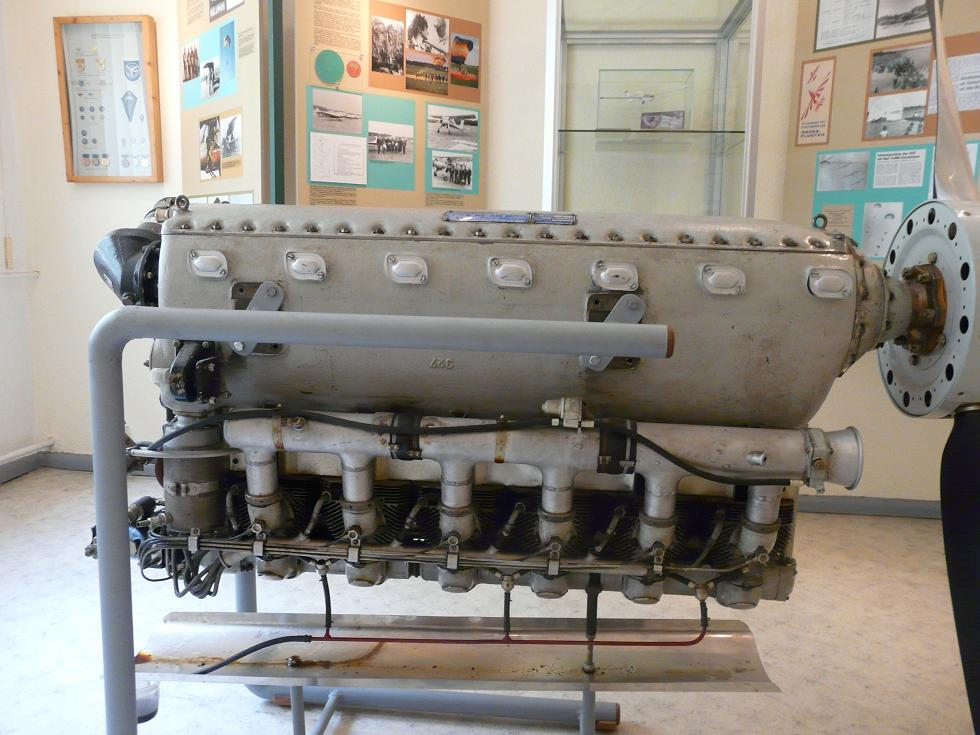
Avia M137A, Seriennummer 792470X, ausgeliefert im Juni 1979

Der Avia M137, auch M 137 oder M-137, ist ein tschechoslowakischer Flugmotor. Er wurde etwa zum Ende der 1960er Jahre aus dem M337 von 1959 für den Einsatz in Schul-, Sport- und Reiseflugzeugen des Herstellers Zlín entwickelt. Die erste Serienausführung hatte eine Leistung von 160 PS (118 kW).

## Aufbau
Der M137 ist ein hängend eingesetzter, luftgekühlter Sechszylinder-Viertakt-Reihenmotor mit elektrischem Anlasser. Er verfügt über eine Niederdruck-Einspritzpumpe, die zusammen mit der ebenfalls dafür ausgelegten Schmierölanlage Kunstflug inklusive längerem Rückenflug ermöglicht. Der Kraftstoff wird dabei vor dem Saugventil eingespritzt.

## Einsatz
- Zlín Z-42
- Zlín Z-526
- Zlín Z-726

## Technische Daten
| Kenngröße                              | Daten (M137A)                                    |
| -------------------------------------- | ------------------------------------------------ |
| Hersteller                             | Avia, Praha                                      |
| Entwicklungsland                       | Tschechoslowakei                                 |
| Bauform                                | luftgekühlter Sechszylinder-Viertakt-Reihenmotor |
| Bohrung                                | 105 mm                                           |
| Hub                                    | 115 mm                                           |
| Hubraum                                | 5,97 l                                           |
| Verdichtungsverhältnis                 | 6,3 : 1                                          |
| Länge                                  | 1360 mm                                          |
| Breite                                 | 443 mm                                           |
| Höhe                                   | 628 mm                                           |
| Trockenmasse mit elektrischem Anlasser | 137 kg                                           |
| Startleistung                          | 180 PS (132 kW) bei 2750/min                     |
| Dauerhöchstleistung                    | 160 PS (118 kW) bei 2680/min                     |
| Oktanzahl                              | 72                                               |